# Estación Tancredo Neves (Metro de Recife)
La Estación Tancredo Neves es una de las estaciones del Sistema de Trenes Urbanos de Recife, situada en Recife, entre la Estación Shopping y la Estación Aeropuerto. La estación está ubicada cerca del Viaducto Tancredo Neves que da nombre a la estación. Fue inaugurada en 2008 y atiende a habitantes y trabajadores de la región sur del barrio de Imbiribeira.

## Ubicación
Está localizada en el lado norte del viaducto Tancredo Neves, en el barrio de Imbiribeira en las cercanías de la avenida Marechal Mascarenhas de Morais.

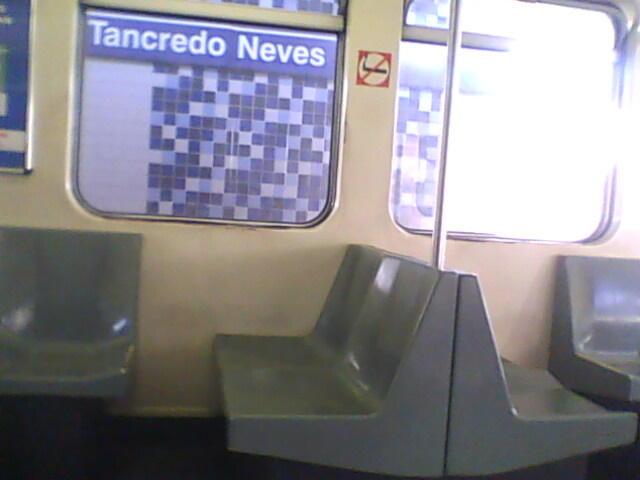
Vista del interior de la composición

## Características
Se trata de una estación de superficie, con plataforma central no revestida permitiendo la mejor entrada natural de aire y luz. Está unida a la Terminal Intermodal por una pasarela. La terminal ocupa un área de 11.684,69 m². De la Estación Recife hasta la de Tancredo Neves, son 7,5 kilómetros de distancia.
Posee dos salidas: una para la avenida Sur (avenida paralela a la avenida Marechal Mascarenhas de Morais y otra en la dirección de la calle Presidente Nilo Peçanha, junto al conjunto Residencial Boa Viagem. Posee una estructura de hormigón armado, bloqueos electrónicos y acceso a personas de movilidad reducida. La capacidad de la estación es de 1.000 pasajeros en hora punta. El Metrorec prevé una demanda de 5.500 usuarios al día.

## Tabla
| Estación       | Inauguración            | Capacidad                 | Integración                 | Plataformas | Posición   | Notas                                      |
| -------------- | ----------------------- | ------------------------- | --------------------------- | ----------- | ---------- | ------------------------------------------ |
| Tancredo Neves | 17 de noviembre de 2008 | 1000 pasajeros hora/punta | R$ 1,60 / R$ 2,25 / R$ 3,45 | Central     | Superficie | Estación con estructura de hormigón armado |